# 埃里克·埃德曼
埃里克·埃德曼（Erik Edman，1978年11月11日—），瑞典足球運動員，司職左閘。現已退役。

## 生平

### 球會
艾文是一位經驗豐富的左後衛。現時他已經在多個球會效力。在1994年，艾文是瑞典球會希爾星堡的球員。直到1999年，這是他第一次離開瑞典。然而，艾文在意大利球會拖連奴和德國的卡爾斯魯厄，在2001年，艾文回流瑞典，加盟AIK。
這之後，荷蘭球會海倫芬收購艾文，再一次把他帶離瑞典。他在海倫芬效力了三個球季，並一直是該隊的正選左閘。直至2004年夏天，英格蘭球會熱刺引入了他。艾文迅速在這支英超球會確立自己的位置。對利物浦的賽事中，艾文在中場離門三十多碼處射門，守門員杜迪克無法作出反應，成為艾文足球事業中其中一球精彩進球。
然而，在2005年夏天，南韓國腳左後衛李榮杓從荷甲的PSV燕豪芬加盟。這宗交易直接影響艾文在來季的上陣機會，因此他決定離開英格蘭。在8月的最後一個星期，艾文轉投法甲球會雷恩。同樣地，艾文沒有花很多時間來證明自己的實力，他再次成為球隊的正選左後衛。
2008年1月，艾文得到英超球會韋根領隊布魯士的垂青，並最終把他帶回英格蘭超級聯賽。對於韋根來說，艾文絕對是一個好的收購，因為自從球會的英格蘭左閘拜恩斯（Leighton Baines）於2007年8月離隊轉投愛華頓以來，球會都沒有一個球員來代替他的位置，而艾文就是一名很好的人選。2008年3月22日對布力般流浪時撕裂左膝十字韌帶，預計需養傷6個月。
傷愈後艾文在球隊的位置已被費古羅亞佔據，2008/09年球季僅在兩場英超及一場足總盃上陣。翌季情況依舊，於季初在聯賽盃上陣1場後，直到11月才有機會在英超上陣，於2009年11月22日作客熱刺，正選上陣的艾文遭艾朗·連儂玩弄於股掌中，韋根大敗1-9。最終於2010年2月8日與球會提前解約，重返母會希爾星堡效力。

### 國家隊
自2001年起，艾文已得到瑞典國家隊的徵召。 他有份入選2002年世界盃決賽周的大軍名單，但他只是瑞典的後備球員，並沒有上陣過。後來，他在2004年歐洲國家盃和2006年世界盃都是在瑞典的正選球員。現時他已是一個很有國際賽經驗的球員。
他為瑞典射入的唯一一球是2006年世界盃，作客對保加利亞。他在這場比賽射入一個自由球。
他為瑞典國家隊身穿5號球衣。

## 踢球風格
艾文擁有著不俗攻擊力的後防球員，他善於在左路傳中，及主射自由球和遠射。然而，他很少取得入球。艾文只曾在正式比賽中取得5個入球。
2002年3月13日，他在海倫芬勝3-1幸運薛達（Fortuna Sittard）的入球，及海倫芬在荷蘭盃八強賽對烏德勒支。此外，他在效力英超球會熱刺期間，艾文在2005年4月16日作客利物浦的比賽中，他在離門35碼施展遠射並且成功得手。這個入球讓所有熱刺的球迷永遠銘記這個美妙入球。

## 註腳
1. ↑  .   [2008-03-26]. （原始内容存档于2008-04-06）.
2. ↑  . BBC Sport. 2009-11-22  [2010-02-09]. （原始内容存档于2009-11-23） （英语）.
3. ↑  . BBC Sport. 2010-02-08  [2010-02-09]. （原始内容存档于2016-03-07） （英语）.

## 外部連結
- （英文） 足球数据库：埃里克·埃德曼的球员统计数据
- （英文） 埃里克·埃德曼簡歷、照片及統計 （页面存档备份，存于）
- （瑞典文） 埃里克·埃德曼簡歷（页面存档备份，存于）